# 王塚古墳
王塚古墳（おうづかこふん、寿命王塚古墳）は、福岡県嘉穂郡桂川町寿命（じゅめい）にある古墳。形状は前方後円墳。国の特別史跡に指定され、出土品は国の重要文化財に指定されている。
5つの色彩で彩られた壁画が石室内ほぼ全面に施されていることで知られている。

## 概要
1934年（昭和9年）9月30日に採土工事中に前方部が削られ、横穴式石室の前室右壁隅が開口し、偶然発見されたもので、6世紀中ごろに作られたとされている。形状は前方後円墳であるが、先の工事によって墳丘の半分以上は失われている。
福岡県によって調査され、1937年（昭和12年）6月15日に国の史跡に指定。1952年（昭和27年）3月29日に装飾古墳としては初めて国の特別史跡に指定された。出土遺物は1956年（昭和31年）重要文化財に指定され、京都国立博物館に寄託されている。
失われた部分を完全に復原すると、全長約86メートル、後円部径約56メートル、後円部高約9.5メートル、前方部幅約60メートル、墳丘は二段築成で黒色と赭土色（あかつちいろ）の粘質土を交互に積み上げ版築状に造り上げている。斜面には円礫の葺石が葺かれていて、円形埴輪も確認されている。二重の周濠が巡らされている。
現在、石室は完全に密閉されて保存されており、通常は見学することは出来ないが、春と秋の年2回一般に公開されている。

## 墳丘
墳丘の構造にも特徴があり、黄色土と黒色土を交互に積み上げて作られている。

## 埋葬施設

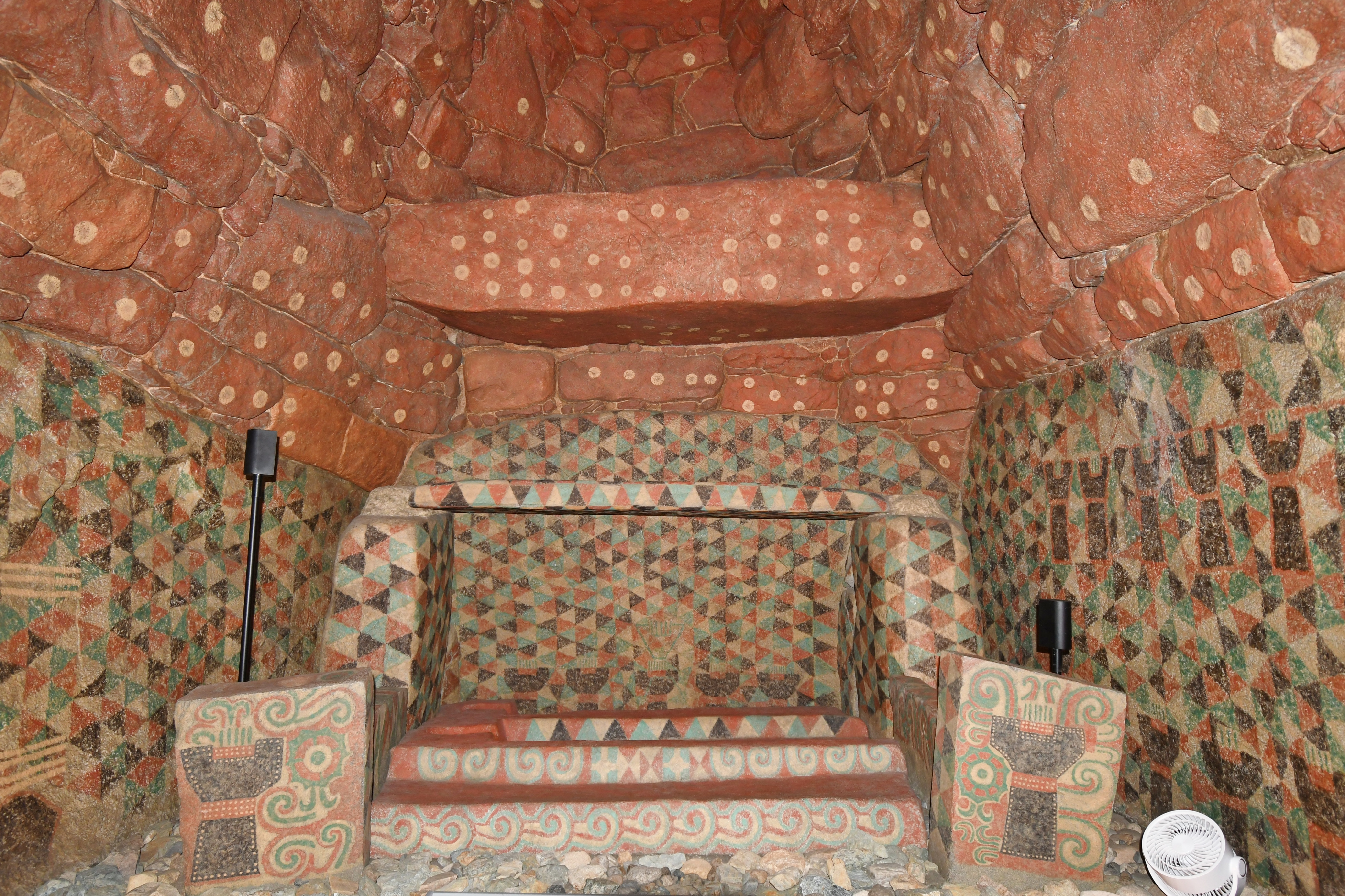
石室 玄室（複製）王塚装飾古墳館展示。

### 石室構造
後円部に作られた石室内部は横穴式で遺体を収める後室（玄室）とその手前に羨道・前室がある。石室の構造で特徴的なのは奥壁の上部に石棚、下部には遺体を収納する石棺、その前面に灯明台石が置かれている。玄室入り口の上部に小窓を設けている。石棺を覆う石屋形をもち、棺床には2人を収納する場所が区画され、頭部を置く二個の窪みがつくられており、石屋形の外にも2個の石枕が置かれているところから、4人の被葬者が埋葬されたと推定されている。大きさは以下の通り。
- 全長 6.75m
- 前室幅 2.80m
- 前室長 1.97m
- 前室高 2.17m
- 後室幅 3.00m
- 後室長 4.43m
- 後室高 3.72m

### 壁画
王塚古墳の最大の特徴は、石室のほぼ全面に施された壁画である。描かれている図像は馬、靫（ゆぎ）、盾、刀、弓などのほか双脚輪状文、蕨手文、三角文、円文などの幾何学的文様。2005年7月現在、日本で確認されている装飾古墳の壁画で使われている色は6色（赤・黄・緑・青・黒・白）あるが、そのうち青を除く5色が使われており、国内最多である。
王塚古墳に描かれている文様は以下の通り。
- 騎馬像
- 同心円文
- 三角文
- 双脚輪状文
- わらび手文
- 靫（ゆぎ）
- 大刀
- 盾

## 文化財

### 国の特別史跡
- 王塚古墳[4]
1937年（昭和12年）6月15日、国の史跡に指定。
1952年（昭和27年）3月29日、国の特別史跡に指定。
1977年（昭和52年）7月2日、史跡範囲の追加指定。

### 重要文化財（国指定）
- 筑前国嘉穂郡王塚古墳出土品（考古資料） - 明細は以下。所有者は桂川町、京都国立博物館保管。1956年（昭和31年）6月28日指定[5]。
  - 変形神獣鏡 1面
  - 玉類
    - 瑠璃管玉 1箇
    - 埋木切子玉 2箇
    - 土製丸玉 9箇
    - 琥珀棗玉残闕 1箇

  - 金鐶 1箇
  - 馬具類
    - 金銅鞍金具残闕 1背分
    - 金銅轡鏡板 3箇
    - 金銅杏葉 10箇
    - 金銅雲珠 2箇
    - 金銅辻金物残闕共 10箇分
    - 鉄鐙残闕等

  - 銀鈴 1箇
  - 挂甲札残闕 一括
  - 土器類 一括
  - 其他出土品一切

## 交通アクセス
- JR九州筑豊本線桂川駅より徒歩6分（480m）
- 九州自動車道福岡インターチェンジより20㎞（八木山バイパス筑穂インターチェンジ経由）